# SV Südwest Ludwigshafen
SV Südwest 1882 Ludwigshafen is een Duitse voetbalclub uit Ludwigshafen am Rhein. De club ontstond door een fusie in 1964 van SV Phönix 03 Ludwigshafen en TuRa 1882 Ludwigshafen. In tegenstelling tot voorganger Phönix, dat tot 1962 bijna altijd in de hoogste klasse speelde, slaagde de fusieclub hier niet in.

## Geschiedenis
De fusieclub hoopte door de krachten te bundelen te kunnen stijgen naar de Bundesliga, maar dat bleef slechts een droom, enkel in 1971 maakte de club kans op promotie. Tot 1974 speelde de club in de Regionalliga Südwest, daarna werd de 2. Bundesliga opgericht als 2de klasse, maar daar kwalificeerde de club zich niet voor en speelde de volgende 4 seizoenen in de Amateurliga Südwest. Daarna gingen de Amateurliga's van Rheiland en Saarland samen in de Amateur-Oberliga Südwest en speelde daar tot 1994 op niveau van 3de klasse. Dan werd de Regionalliga heringevoerd en was de Oberliga een 4de klasse geworden. Na 2 jaar degradeerde de club. In 2014 degradeerde de club uit de Verbandsliga. Een jaar later zakte de club ook uit de Landesliga en speelde de volgende vijf seizoenen in de Bezirksliga tot de club kampioen kon worden in 2020 en terug promoveerde. 